# Lijst van presentatoren van BNR Nieuwsradio
Dit is een lijst met de huidige en voormalige presentatoren van het Nederlandse commerciële radiostation BNR Nieuwsradio.
Legenda
-  = Actieve diskjockeys zijn voorzien van een gekleurd blokje.
- Jaartallen betreffen alleen presenteerwerk (geen werk als sidekick of productie).

## A
|  | Naam            | Periode(s) | Opmerkingen |
|  | --------------- | ---------- | ----------- |
|  | Roos Abelman    |            |             |
|  | Lamyae Aharouay | 2012–2018  |             |
|  | Yoeri Albrecht  |            |             |

## B
|  | Naam                   | Periode(s) | Opmerkingen |
|  | ---------------------- | ---------- | ----------- |
|  | Martijn Barkhuis       |            |             |
|  | Mark Beekhuis          |            |             |
|  | Michiel Bicker Caarten |            |             |
|  | Ron Bisschop           |            |             |
|  | Herbert Blankesteijn   |            |             |
|  | Arend-Jan Boekestijn   |            |             |
|  | Maarten Bouwhuis       |            |             |
|  | Ben van der Burg       | 2010–      |             |
|  | Joe van Burik          |            |             |

## C
|  | Naam              | Periode(s) | Opmerkingen |
|  | ----------------- | ---------- | ----------- |
|  | Lucas Cornelissen |            |             |

## D
|  | Naam                | Periode(s) | Opmerkingen |
|  | ------------------- | ---------- | ----------- |
|  | Hester van Dijk     |            |             |
|  | Kees Dorresteijn    | 2017–      |             |
|  | Nina van den Dungen |            |             |

## E
|  | Naam           | Periode(s)      | Opmerkingen |
|  | -------------- | --------------- | ----------- |
|  | Harm Edens     |                 |             |
|  | Joost Eerdmans | 2009–201?       |             |
|  | Fidan Ekiz     | 2025 (invaller) | [ 1 ]       |

## G
|  | Naam                 | Periode(s)                 | Opmerkingen |
|  | -------------------- | -------------------------- | ----------- |
|  | Wilfred Genee        | 2009–                      |             |
|  | Paul van Gessel      |                            |             |
|  | Hans de Geus         |                            |             |
|  | Martijn de Greve     | 1998–2002                  |             |
|  | Petra Grijzen        | 2006–2010, 2011–2018       |             |
|  | Thomas van Groningen | 0000–2021, 2025 (invaller) | [ 2 ]       |

## H
|  | Naam               | Periode(s)                       | Opmerkingen         |
|  | ------------------ | -------------------------------- | ------------------- |
|  | Anne-Greet Haars   | 2021–                            |                     |
|  | Sam Hagens         | 2024– (invaller The Friday Move) |                     |
|  | Geert Jan Hahn     | 2025 (invaller)                  | Tevens verslaggever |
|  | Fernando Halman    | 2025 (invaller)                  | [ 2 ]               |
|  | Bernard Hammelburg | 2002–                            |                     |
|  | Niels Heithuis     | 2003–2012                        |                     |
|  | Tom van 't Hek     | 2013–2016                        |                     |
|  | Roelof Hemmen      | 2011–2020                        |                     |
|  | Ruud Hendriks      | 2011–                            |                     |
|  | Frits Huffnagel    |                                  |                     |
|  | Mickey Huibregtsen |                                  |                     |

## J
|  | Naam               | Periode(s) | Opmerkingen |
|  | ------------------ | ---------- | ----------- |
|  | Frederique de Jong |            |             |
|  | Rens de Jong       |            |             |
|  | Michiel Jurrjens   | 2022–      |             |

## K
|  | Naam              | Periode(s) | Opmerkingen |
|  | ----------------- | ---------- | ----------- |
|  | Wouter Karssen    |            |             |
|  | Martijn de Keizer |            |             |
|  | Kees de Kort      | 0000–2022  |             |

## L
|  | Naam               | Periode(s)      | Opmerkingen |
|  | ------------------ | --------------- | ----------- |
|  | Kim Lammers        | 2021–           |             |
|  | Paul Laseur        |                 |             |
|  | Wouter Laumans     | 2025 (invaller) | [ 1 ]       |
|  | Arthur de Leeuw    |                 |             |
|  | Sophie van Leeuwen | 2018–2023       |             |
|  | Paul van Liempt    | 2016–           |             |
|  | Patrick Lodiers    | 2015–2017       |             |

## M
|  | Naam           | Periode(s) | Opmerkingen |
|  | -------------- | ---------- | ----------- |
|  | Diana Matroos  | 2016–      |             |
|  | René de Monchy |            |             |

## N
|  | Naam                | Periode(s) | Opmerkingen |
|  | ------------------- | ---------- | ----------- |
|  | Barbara Noordermeer |            |             |

## O
|  | Naam             | Periode(s) | Opmerkingen |
|  | ---------------- | ---------- | ----------- |
|  | Ronald Olsthoorn |            |             |

## P
|  | Naam           | Periode(s)      | Opmerkingen |
|  | -------------- | --------------- | ----------- |
|  | Harmke Pijpers | 2007–           |             |
|  | Ghislaine Plag | 2025 (invaller) | [ 2 ]       |

## R
|  | Naam                | Periode(s) | Opmerkingen |
|  | ------------------- | ---------- | ----------- |
|  | Prem Radhakishun    |            |             |
|  | Jörgen Raymann      | 2016–2020  |             |
|  | Koen de Regt        |            |             |
|  | Lara Billie Rense   |            |             |
|  | Esther van Rijswijk |            |             |
|  | Art Rooijakkers     | 2020–      |             |
|  | Marijke Roskam      |            |             |

## S
|  | Naam              | Periode(s) | Opmerkingen |
|  | ----------------- | ---------- | ----------- |
|  | Henk Samplonius   |            |             |
|  | Meindert Schut    | 2006–      |             |
|  | Jeroen Smit       |            |             |
|  | Annette van Soest |            |             |
|  | Liesbeth Staats   | 2022–      |             |

## T
|  | Naam         | Periode(s) | Opmerkingen |
|  | ------------ | ---------- | ----------- |
|  | Humberto Tan | 2010–2013  |             |

## V
|  | Naam            | Periode(s)           | Opmerkingen |
|  | --------------- | -------------------- | ----------- |
|  | Stefan de Vries | 2010–201?, 2021–2024 |             |

## W
|  | Naam                 | Periode(s)       | Opmerkingen |
|  | -------------------- | ---------------- | ----------- |
|  | Pieter van der Werff |                  |             |
|  | Bas van Werven       | 0000–2010, 2016– |             |
|  | Bas Westerweel       |                  |             |
|  | Rob de Wijk          |                  |             |

## Z
|  | Naam                | Periode(s) | Opmerkingen |
|  | ------------------- | ---------- | ----------- |
|  | Peter van Zadelhoff | 2001–2007  |             |
|  | Thomas van Zijl     |            |             |